# Tàu ngầm duyên hải

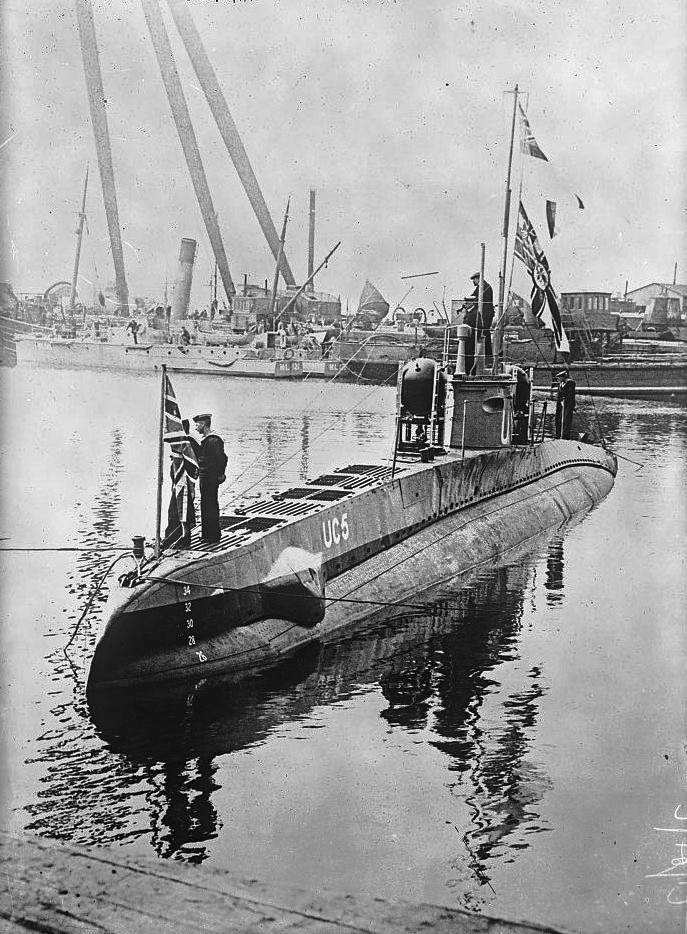
Một tàu ngầm rải mìn lớp Type UC I của Đế quốc Đức.

Một tàu ngầm duyên hải (coastal) hay tàu ngầm ven biển (littoral) là một tàu ngầm nhỏ, cơ động với mớn nước nông, phù hợp để di chuyển trong cảng, gần bờ hay các eo biển. Không xác định kích cỡ một cách chính xác, tàu ngầm duyên hải lớn hơn một tàu ngầm bỏ túi nhưng nhỏ hơn một tàu ngầm đi biển, vốn thiết kế cho những chuyến đi dài ngày ngoài biển khơi. Giới hạn không gian bên trong tàu ngầm duyên hải khiến chúng có lượng nhiên liệu và thực phẩm mang theo giới hạn, cũng như vũ khí đạn dược được trang bị. Dù với những hạn chế như trên, chúng có thể đi đến những khu vực không thể tiếp cận bằng tàu ngầm thông thường, và khó bị phát hiện hơn.

## Lịch sử
Những tàu ngầm quân sự đầu tiên về thực chất là những tàu ngầm duyên hải. Sau khi chiến thuật tàu ngầm hiện đại được phát triển trong Thế Chiến I, những ưu điểm như chế tạo nhanh chóng và gọn nhẹ đã dẫn đến sự phát triển các lớp tàu ngầm duyên hải Type UB phóng ngư lôi và Type UC rải thủy lôi vào năm 1915 để hoạt động trong eo biển Manche. Những tàu ngầm duyên hải này có trọng lượng choán nước chỉ 15 đến 20 phần trăm so với U-boat thông thường, chỉ mất một phần tư thời gian để chế tạo hoàn tất, và có thể được vận chuyển bằng tàu hỏa đến các căn cứ hoạt động tại Bỉ. Các phiên bản cải tiến của tàu ngầm duyên hải UB hay UC được nâng cấp, và cho đến hết chiến tranh Đế quốc Đức đã chế tạo tổng cộng 136 chiếc Type UB và 95 chiếc Type UC. 

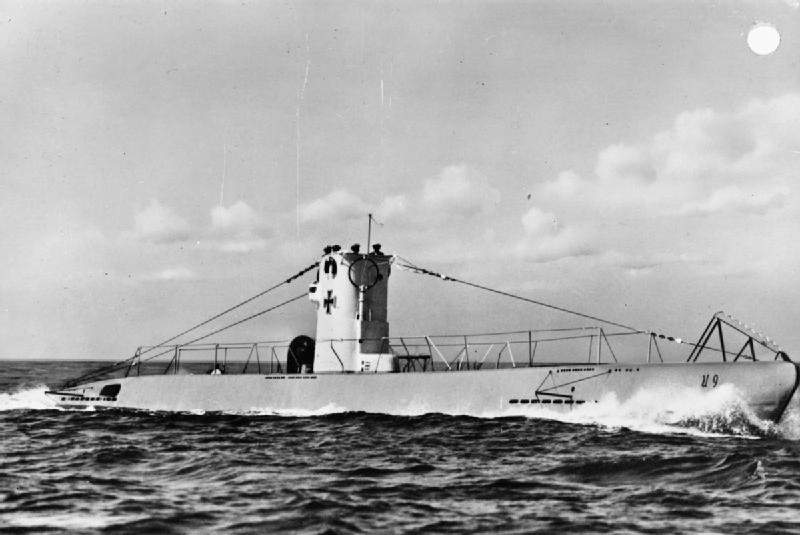
Tàu ngầm U-9, Một tàu ngầm Type II của Đức Quốc Xã.

Khi Hải quân Đức Quốc Xã bắt đầu tái vũ trang từ năm 1935, họ đóng 24 chiếc tàu ngầm duyên hải Type II. Cùng với tám chiếc khác được hoàn tất vào đầu Thế chiến II, chúng đã tuần tra tại Bắc Hải vào giai đoạn đầu của cuộc xung đột, và sau đó hoạt động tại vùng biển Baltic để huấn luyện các thủy thủ đoàn cho các tàu U-boat đại dương. Chi hạm đội U-boat 30, bao gồm sáu chiếc Type II được vận chuyển bằng đường bộ và dọc sông Danube, đã hoạt động tuần tra trong khu vực Hắc Hải cho đến tháng 9, 1944.

## Các ví dụ

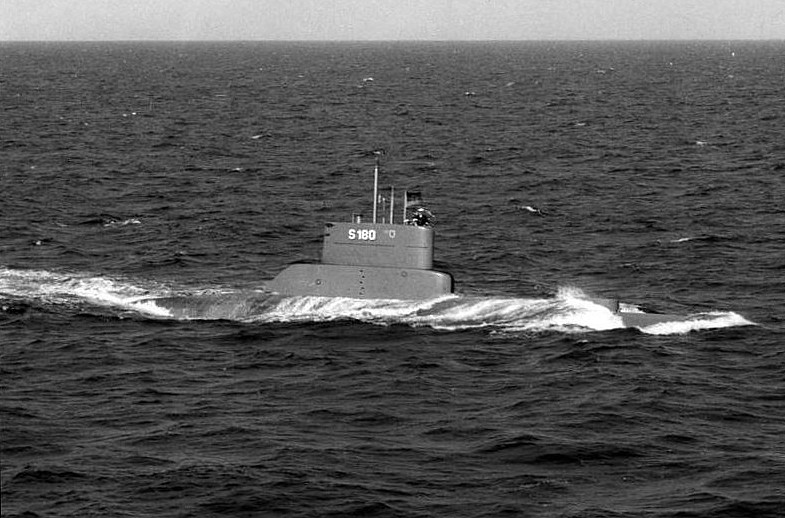
Tàu ngầm U-1 thuộc Type 205

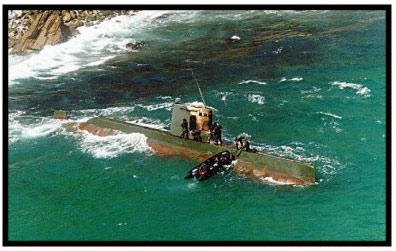
Tàu ngầm lớp lớp Sang-O

- Type UB I
- Type UB II
- Type UB III
- Type UC I
- Type UC II
- Type UC III
- Tàu ngầm lớp H Anh Quốc
- Type II
- Lớp Mackerel
- Type XVII
- Type XXIII
- lớp Ha-201
- Tàu ngầm Type 201
- Tàu ngầm Type 205
- Tàu ngầm Type 206
- lớp Sang-O
- lớp Gotland
- lớp Fateh
- lớp Andrasta